# Adel cum Eccup
Adel cum Eccup var en civil parish från 1866 till 1926 då den blev en del av Eccup och Leeds, i grevskapet West Riding of Yorkshire (nu West Yorkshire), i England. Denna civil parish hade 1 221 invånare år 1921.